# Jean-Paul Mugel
Jean-Paul Mugel és un enginyer de so francès que ha treballat a nombroses pel·lícules a França, però també a Espanya i a Portugal. El 1991 fou candidat al Goya al millor so per la seva participació a Tacones lejanos i novament el 1994 per Kika, ambdues de Pedro Almodóvar. El 1995 va rebre el César al millor so amb Dominique Hennequin pel seu treball a Farinelli.

## Filmografia parcial
- 1978: Embraye bidasse, ça fume de Max Pécas
- 1979: On est venu là pour s'éclater de Max Pécas
- 1979: Et la tendresse ? Bordel ! de Patrick Schulmann
- 1980: C'est encore loin l'Amérique ? de Roger Coggio
- 1981: Francisca, de Manoel de Oliveira
- 1981: Lourdes l'hiver de Marie-Claude Treilhou
- 1982: Loin de Manhattan de Jean-Claude Biette
- 1983: La Fonte de Barlaeus de Pierre-Henri Salfati (curtmetratge)
- 1984: Tricheurs de Barbet Schroeder
- 1984: Ave Maria de Jacques Richard
- 1984: Paris, Texas de Wim Wenders
- 1985: Aspern d'Eduardo de Gregorio
- 1985: Sense sostre ni llei d'Agnès Varda
- 1987: Miss Mona de Mehdi Charef
- 1989: Tolérance de Pierre-Henri Salfati
- 1989: La Femme de Rose Hill d'Alain Tanner
- 1991: Tacone lejanos de Pedro Almodóvar
- 1992: Die Abwesenheit de Peter Handke
- 1994: Farinelli de Gérard Corbiau
- 1996: Les Voleurs d'André Téchiné
- 1997: Viagem ao Princípio do Mundo, de Manoel de Oliveira
- 1998: Alice et Martin d'André Téchiné
- 2001: El pacte dels llops, de Christophe Gans
- 2002: La Vie nouvelle de Philippe Grandrieux
- 2003: Les Égarés d'André Téchiné
- 2003: Mariées mais pas trop de Catherine Corsini
- 2007: Le Scaphandre et le Papillon, de Julian Schnabel
- 2007: Les Témoins d'André Téchiné
- 2008: Inju, la bête dans l'ombre de Barbet Schroeder
- 2009: Le Dernier Vol de Karim Dridi
- 2009: White Material de Claire Denis
- 2010: Crime d'amour d'Alain Corneau
- 2015: The Cut de Fatih Akin
- 2015: Amnesia de Barbet Schroeder
- 2016: Elle de Paul Verhoeven
- 2017: The Party de Sally Potter